# Opiumjager
Een opiumjager was een schip dat voor de Gouvernementsmarine speciaal werd gebouwd om de opiumhandel in Nederlands-Indië tegen te gaan. Zo'n schip kenmerkte zich door grote snelheid, goede manoeuvreerbaarheid, een eenvoudige machineinstallatie, een grote werkingssfeer, gelegenheid voor het vervoer van enige passagiers en lading en was geschikt voor de tropen.

## Lijst van opiumjagers
- Hr.Ms. Argus (1893)
- Hr.Ms. Cycloop (1893)
- Hr.Ms. Arend (1930)
- Hr.Ms. Valk (1930)